# 米英戦争の結果
米英戦争の結果（英:Results of the War of 1812）は、1812年から1815年にかけて、アメリカ合衆国とイギリスとの間で戦われた米英戦争の結果について概要を記す。この戦争の結果は、1814年12月のガン条約によって、領地の変化も主要な政策的な変化も起こさないことになった。しかし、戦争の原因の幾つかは消滅した。1つはインディアン諸族の力が弱まり、アメリカのインディアンに対する恐怖が小さくなる一方で、イギリスが考えていたインディアンの国を造ってアメリカとの緩衝地帯にするという案は潰えた。1814年のナポレオン敗北以降、英仏関係がよくなり中立国との貿易に制限が無くなった。イギリスは、アメリカの水夫を強制徴募することも止めた。アメリカ人はニューオーリンズでイギリスの侵略を食い止めたこともあり、「第二の独立戦争」での勝利を宣言し、イギリスは二度とアメリカを支配できないと考えられた。また、ニューイングランド諸州が合衆国から脱退する怖れも無くなった。
イギリスでは、この戦争の重要さがナポレオン戦争の影に隠れており、ガン条約の直後の1815年3月にパリに戻ったナポレオンも6月にはワーテルローで力尽きた。
カナダでは、戦争遂行の中から国としての連帯感と誇りが生まれた。アッパー・カナダとローワー・カナダを侵略しようとしたアメリカ軍を撃退したので、カナダ人はその民兵の勝利だと主張した。

## 停戦のための努力
停戦のための努力は、開戦した1812年に既に始まっていた。ロンドンのアメリカ外交官は強制徴募の停止と引き換えに休戦を提案した。しかしイギリスが拒んだ。1812年遅く、イギリス軍がデトロイト砦を奪取し、アメリカの貿易を著しく阻害していたイギリスの枢密院令の撤廃の報せがワシントンに届いた時、イギリスの北アメリカ植民地総督ジョージ・プレボストは、アメリカ陸軍総司令官のヘンリー・ディアボーンと休戦の交渉を始めた。しかし、アメリカ合衆国大統領ジェームズ・マディソンは戦争継続を選んだ。1813年には、ロシアが和平の仲介を申し出たが、これはイギリスがヨーロッパで妥協することになる可能性があったので、イギリスが拒んだ。最後にイギリスとアメリカが休戦交渉を始めたのは1814年1月であったが、その交渉開始は遅れた。

## 交渉
1814年8月になってやっと、中立国の都市であるベルギーのガンで和平交渉が開始された。双方ともが非現実的な要求の言い合いから交渉を始めた。アメリカはイギリスの海事慣習の全てを止めさせることを望んだが、これはとても受け入れられないことだった。またカナダ植民地の割譲とニューファンドランド島沖での漁業権の保証を要求した。イギリスはアメリカ北西部領土にインディアンの国を造り緩衝地帯とすることを求めた。また、占領していたアメリカのメイン州（この時はまだ州に昇格していない）の一部を併合して、大西洋側のイギリス植民地からケベックへの陸の回廊を設けようとしていた。
何ヶ月もの交渉が続き、この間の軍事的な勝敗や行き詰まりという変化しつつある背景を考慮し、両者は共に平和を望んでおり、戦争を続ける本当の理由が無いことに気付いた。どちらも戦争に倦んでいた。密貿易を除いて貿易はほとんど麻痺しており、ナポレオンに対する勝利の後は、イギリス海軍がアメリカの商船を襲ったり水夫を連れ去る必要性が無くなっていた、イギリスはナポレオン後のヨーロッパの再建に没頭していた。交渉の結末は戦争前の状態に戻すこととなり1814年12月24日に、ガンでガン条約の調印がなされた。イギリスはその4日後に条約を批准し、アメリカは1815年2月16日に上院の全会一致で批准した。アメリカの批准日は条約の写しがワシントンに届いた数日後であった。この批准までの間に、1月8日にはニューオーリンズの戦いが起こり、大規模なイギリス侵略軍がアンドリュー・ジャクソン指揮するアメリカ軍に敗北した。
ガン条約ではアメリカの海事権の確保には失敗したが、この1815年から第一次世界大戦の1914年までの1世紀間、ヨーロッパの制海権の争いの中でもイギリスとアメリカの間には重大な局面が生まれなかった。イギリスは水夫の強制徴募を止め、戦争の危険を冒すようなところまでアメリカとの紛争を発展させることがなかった。アメリカはカナダ征服に失敗したが、イギリスは征服していたメイン州の土地を条約に従ってアメリカに返した。
この戦争はアメリカが戦う決意をした幾つかの問題を解消した。特にインディアンの脅威と独立を主張する心理的必要性の問題であった。強制徴募や中立国としての権利は1815年以降の長い平和の期間のために影を潜めてしまい、イギリスは強制徴募や海上封鎖を行使する機会が無くなった。

## インディアン問題
アメリカ辺境の開拓者達が戦争に賛成する第1の理由はインディアンの脅威であった。彼らはカナダにいるイギリスの代理人が介入していると非難していた。開拓者達はイギリスがインディアンを唆し武器を与えて侵入を拒んでいる土地への入植を求めた。1813年、ショーニー族預言者の兄テカムセの戦死と共に、北西部領土でのインディアンの脅威は縮小された。アメリカ南東部では、アンドリュー・ジャクソンが1803年のホースシュー・ベンドの戦いでイギリスと同盟するクリーク族インディアンを打ち破り、この地域でのインディアンの脅威を取り去って、ジョージア州とアラバマ州に広大な農業用地を開拓者のために確保した。アメリカは西フロリダを占領し、1819年にはフロリダの残りをスペインから買収した。このことで敵対的な種族に対する武器の供与も無くなった。
イギリスは条約の中で、カナダからインディアンに武器を渡さないことと交易すらしないことを約束した。アメリカとカナダの国境は概ね平和な状態になった。しかし、アメリカ人の中にはイギリスが以前の同盟インディアンと共謀して五大湖地方のアメリカ支配を防ごうとしていると見ている者もいた。しかしこのような認識は間違いだったと、歴史家のキャロウェイは指摘している（1987年）。ガン条約以降、インディアンはイギリスの政策立案者にとっての望ましくない重荷になった。イギリスは北アメリカを商品の販売先と原材料の輸入元と見るようになった。この分野のイギリス代理人は以前のパートナーであったインディアンとも定期的に会ってはいたが、武器を供給することはなく、アメリカの拡張主義を止めるためのインディアンの行動を奨励することもなかった。

## カナダ
開戦前のワシントンでは、アッパー・カナダの人口の多数を占めるアメリカ人が「イギリスのくびき」を投げ打ってアメリカに着くと予測した者もいたが、これは起こらなかった。1815年以降、イギリスの役人、聖公会の牧師やカナダ王党派は、共和制や民主主義というようなアメリカ的政治思想を見分けて排除しようと努めた。これによってイギリスと王党派特権階級は、以前の敵とは異なる様式をカナダ人に植え付けることができた。インディアンではなくイギリスの正規兵でもなく、カナダの民兵が戦争に勝ったのだというカナダ人の神話は、真実ではなかったが、しばしば繰り返し唱えられカナダの愛国主義精神を作り出す効果があった。
アメリカがイギリス領北アメリカを攻撃した時、イギリス軍の主力はナポレオン戦争に従軍していた。イギリス領北アメリカは、はるかに強大な（訓練は不足していたものの）軍隊を持ったアメリカに対して最小の守備軍しかなかった。戦争の大部分を、イギリス領北アメリカは単独で強いアメリカ軍に立ち向かった。イギリスからの援軍は戦争の最後の年1814年になってやっと到着した。強いアメリカ軍を跳ね返すことでイギリス領北アメリカの団結を作り上げることになった。これはアッパー・カナダとローワー・カナダにいるイギリス人と多数派のフランス語を話す人々の間で最も顕著なことであった。
愛国主義的な感情は共和主義のようなアメリカ的考え方に疑いを生じ、1837年に起こった反乱までアッパー・カナダとローワー・カナダで政治改革を挫折させていた。しかし、結果的には米英戦争が1867年のカナダ連邦に導くプロセスの始まりであった。カナダの作家ピエール・バートンは、反乱や1860年代のフェニアン襲撃のような事件は重要であったが、もし米英戦争が起こらなければ、アメリカからの開拓者が次々と入ってきてカナダはアメリカの一部になり、カナダ的な愛国主義は起こらなかったであろうと書いた。アメリカの歴史家はバートンの推測に同意せず、イギリスが厳しく統制を続けたであろうとしている。
米英戦争はイギリス領北アメリカ植民地にとって極めて意義あるものだった。この戦争ははるかに兵力で勝るアメリカ軍に対して国の生き残り戦争でありそれに成功したと考えられた。また共通の敵に対してフランス語を話す国民と英語を話す国民が結束して戦争の大半を守り抜いた。英語によるカナダの歴史家は、イギリスに対する忠誠感とともに独立国家カナダとしての感覚を作ったと主張した。開戦時にアッパー・カナダの人口の3分の1はアメリカ生まれだったと見積もられている。イギリスに対する忠誠を誓う王党派もいたが、安い土地を求めて来た者はイギリスに対する忠誠感など無かった。しかし、多くの者が共通して侵略を恐れた。例えば、ローラ・セコールはアメリカからアッパー・カナダへの移民であったが、以前の母国からの攻撃計画をイギリス軍に警告するために、難儀な道のりをも躊躇しなかった。
戦争から生まれたカナダの神話は、カナダの民兵が賞賛に値する働きをし、イギリス軍士官は大きな戦果を上げていないというものだった。ジャック・グラナットスタインはこれを「民兵神話」と名づけ、職業的常備軍よりも市民の民兵に重きを置くカナダの軍事思想に深く影響したと感じている。アメリカは戦争開始時に類似した「開拓者神話」に影響された。これは個人の自発性や射撃技術が訓練されたイギリス軍に対抗しうるというものだったが誤りであった。グラナットスタインは、民兵は戦争で特に有効だったわけではなく、イギリス軍の成功はイギリス正規兵の働きによるものであり、イギリスが制海権を維持していた結果だとしている。例えば、アイザック・ブロックは民兵にマスケット銃を持たせても、信用しようとはしなかった。アメリカ陸軍が戦争の後期の陸戦で勝利を挙げたのは、軍隊を訓練して規律あるやり方で戦わせたからであり、イギリスや他のヨーロッパ諸国の軍隊に倣ったものであった。
戦争中、イギリス軍士官はアメリカとカナダの境界の一部をなしていたセントローレンス川をアメリカ軍が封鎖するのではないかと常に心配していた。もしアメリカ軍がこれを実行しておれば、多くの陸戦が起こったアッパー・カナダとの補給線が無くなり、数ヵ月後にはすべての西部領土から撤退もしくは降伏するしかなかったと考えられる。戦後のイギリス軍士官の報告書では、アメリカ軍がそのような単純な手段に訴えようとしなかったことに驚きを表していたが、イギリス軍は敵が誤りを繰り返すことを宛てにしていた訳ではなかった。その結果、イギリスはオンタリオ湖岸のキングストンとオタワ川をつなぐ金のかかるリドー運河造りを始め、国境のセントローレンス川の一部をバイパスする代用補給線を備えようとした。オタワ川につながる運河の北東端開拓地は、後にカナダでは4番目に大きく首都にもなるオタワ市となった。ここは「防衛できる後背地」としてアメリカ軍の侵略から守られるように内陸に造られた。セントローレンス川から離れた地域の人口は希薄であったので、イギリスは戦後、後背開拓地が増加するような手段を重ねた。そこには兵士を入植させ、農場用地をただで提供する移民促進策を始めた。開拓者にはアイルランド南部の出身者が多かった。運河の建設は1832年まで掛かり、戦争のために使われることは無かった。

## イギリス
カナダとは対照的に、今日のイギリスで米英戦争のことを覚えている人は少ない。これは同時期に行われたナポレオン戦争の方が劇的な展開がありその陰に隠れてしまったことと、イギリス自体が結果的に得るものも失うものも無かったからであった。
イギリス海軍は、戦争中アメリカ海軍が1対1の対決では大半を勝利し、時にはイギリスにとって屈辱的な形で勝ちを収めたことに鋭敏に反応していた。またアメリカの私掠船や商船襲撃船が多くのイギリス商船を捕らえたために保険料率が上がり、海軍本部を当惑させた。これにも拘わらず、イギリスは幾つかの海戦で勝利を収め、アメリカの士気を下げた。また、イギリスはアメリカ海岸の海上封鎖を行って多くのアメリカ商船を捕らえ、アメリカ政府を当惑させた。イギリス海軍はアメリカの水域では圧倒的な力を展開することができたので、アメリカの海上貿易を単に損なう以上の影響を与えた。戦後イギリス海軍は新造船の構造や砲術を変えることがあったが、艦隊の要員計画を変えることはなかった。
イギリスはカナダとアメリカにおける戦闘を副次的なものと見ていた。唯一、第41連隊（後にウェルチ連隊となり、次にウェールズ王室連隊の一部となり、現在はウェルシュ王室連隊）のみが米英戦争の間のデトロイト砦の功績で戦闘名誉章を受けた。陸軍はスペインの半島戦争での実践的な経験により大きな興味を持っていた。カナダやニューオーリンズにおける幾つかの敗北は、便宜上まずい指揮力の所為あるいは克服不可能な物理的障害の所為にされた。指導力がもっと良ければ、海上でもまたニューオーリンズでもイギリス軍がもっと頻繁に成功を収めていただろうと信じられた。ヨーロッパにおけるウェリントン公の偉大で圧倒的な成功と卓越性のために、イギリス軍は徴兵、訓練および将校任官の仕組みを半世紀以上変えることはなかった。
イギリス軍の兵士または水兵は、米英戦争の間に5,000名が戦死または負傷した。

### バミューダ
バミューダは、アメリカの独立前はその民兵や私掠船も防衛に専念させられていたが、イギリス海軍が1795年にバミューダを使って作戦を展開するようになってから、失われたアメリカの港の代用として使われていた。元々は北アメリカ船隊の冬季本部として使われたが、米英戦争ではバミューダで準備を整えて大西洋の港を封鎖するという新しい使命を宛てられ、ワシントンD.C.への攻撃もここで作戦を組み立てられここから発進された。19世紀の前半を通じて建設作業が続き、バミューダは西部海域の永久的な海軍本部となり、本部の建屋を作り、海軍基地と修繕所にもなった。海軍施設を守る守備隊が構成され、群島全体を要塞化して、西のジブラルタルと呼ばれるようになった。バミューダの造船産業と海洋経済はゆっくりと落ち込んで行き、防衛施設が第二次世界大戦の後までバミューダの経済を支えた。1890年、陸軍大臣はバミューダが植民地としてよりも基地としてイギリス政府に帰属するものと考えると指摘した。
米英戦争は1790年代以降死に絶えていたバミューダの私掠船を復活させた。私掠船が止まっていたのは、イギリス海軍本部が西大西洋における私掠船への依存度を下げたバミューダにおける基地の構築によっており、またイギリスの私掠船に対してアメリカが法律に訴えて圧力を掛けて来たからであった。イギリスの私掠船といってもその大半はバミューダのものを名指ししているようなものであった。米英戦争の間、バミューダの私掠船はその快速バミューダ・スループ船を使って298隻の船を捕獲した。五大湖から西インド諸島の間でイギリス海軍とその私掠船が捕まえた船は1,593隻であった。

## アメリカ合衆国
戦争に真っ向から反対したニューイングランドの沈鬱は1814年の12月に頂点に達し、5つの州からの代表が密かにハートフォード会議に集まった。ここでは西部と南部に対してニューイングランドの利益を守るため憲法の改定を要求した。脱退の噂も飛び交っており、もしこの要求が無視されれば、この地域の合衆国からの脱退の怖れが出てきたが、和平の報せで沙汰止みとなった。
アメリカ合衆国は1814年に難しい状況に立たされていたが、ニューオーリンズの戦いとボルティモアの戦いにおける勝利とイギリスに対する成功と思われたことが、国民の愛国主義的風潮を高め、合衆国を一つにまとめる効果があった。よく知られる愛国的逸話は「星の煌く旗」(The Star-Spangled Banner)であった。この言葉はマックヘンリー砦に対する艦砲射撃の後で、フランシス・スコット・キーが詩を作り、イギリスの歌「天国のアナクレオンへ」の旋律に当てはめられたものであった。1889年、アメリカ海軍はこの曲を国旗掲揚式に使用し始め、陸軍もこれに倣った。1931年、この歌はアメリカ合衆国の国歌に指定された。
アメリカ合衆国が得た大きなものは、改めて自信を得たことと、国家の自由と栄誉を守るための軍事能力に対する信頼であった。米英戦争の当事国双方ともはっきりとした勝利を得たわけではなかったが、アメリカ人は民主主義の経験に立つ成功の証と捉えた。戦争はアメリカの歴史において「好感情の時代」の先駆けとなった。その時代は、少なくとも表面上、ほとんどのアメリカ人が共通の目的のために一つになったと感じた時であった。この国は外国の脅威を受け流すことができ、その目指すところは母国の拡張にあるということを確信させた。
ハートフォード会議の崩壊と、ニューオーリンズの戦いでの勝利の報せによって、アメリカ人は祝いの気分になった。1815年2月、アメリカ合衆国大統領ジェームズ・マディソンは議会に平和条約を提案した。マディソンは戦争の終結を、「議会委員会の知恵と、民衆の愛国主義、民兵の公的精神およびこの国の陸軍と海軍の勇気による当然の結果として成功に導いた」と言って国民を祝福した。国民主義の精神と誇りが反対ばかりを叫んでいた連邦党を崩壊させ、新しい「好感情の時代」に導いた。
米英戦争の間接的な結果の一つは、戦争の英雄アンドリュー・ジャクソンとウィリアム・ハリソンを大統領選挙で勝利させたことであった。二人共に軍人としての名声を選挙に利用した。もう一つの間接的な結果は連邦主義者の凋落であった。
米英戦争はアメリカの製造能力に劇的な効果を齎した。イギリスが行ったアメリカ海岸の海上封鎖はアメリカの綿布を不足させたが、マサチューセッツ州ウォルサムのフランシス・カボット・ローウェルに始まる綿布製造産業の立ち上げにつながった。戦争はエリー運河の建設にも拍車をかけた。これは商業的なつながりを促進するために建設されたが、軍用として用いる必要性があるとも認識された。
合衆国議会が合衆国第2銀行を国有化する決断をしたのは、米英戦争で露呈された国家財政の脆弱さで一部説明された。南部の指導者、特にジョン・カルフーンがその手段を支持した準備の良さは高度の国民感情を示していた。おそらく、国民団結という新しい感覚の明白な印は、民主共和党の勝利であり、長い間の政敵連邦党が国の政局から姿を消したことである。その結果はかつてないくらい党派抗争のない「好感情の時代」であった。

### 軍事に関する影響
米英戦争で、アメリカ軍の兵士と水兵は2,260名が戦死した。戦費は約2億ドルに達した。アメリカもイギリスも軍事的な利点を得ることは無かったが、アメリカは間接的に得るものがあった。
ウィンフィールド・スコット将軍によってアメリカ陸軍士官の職業意識が強調され、特にウェストポイントの陸軍士官学校における士官の訓練は、意義ある軍隊の発展となった。この新しい職業意識は後の米墨戦争 (1846-1848)で顕著となった。アメリカによるテキサス併合の後、マニフェスト・デスティニーという言葉がアメリカの拡張主義と軍隊の誇りを喧伝する政治的な言葉として広く使われるようになった。米英戦争では領土拡大を齎さなかったものの、この事実がイギリス領北アメリカへの拡張に関してその後何十年もの間政治的議論の的となった。
その後の発展に就いては、アメリカはその防衛を民兵に頼ることを公式に止めた。更に当時ウエストポイントを支配していたアメリカ陸軍工兵司令部が戦争中のイギリス軍の攻撃に対する反応としてニューオーリンズの要塞化工事を始めた。この努力が多くの川の治水工事にも発展し、特に1840年代と1850年代はP・G・T・ボーリガード将軍のもとで進んだ。工兵隊はミシシッピ川や他の川の工事では今でも権威であり続けている。
後に学者達は、米英戦争のアメリカの戦略や戦術について疑問を投げかけた。その明白な結果や、そもそも戦争を始めた時の知恵についてである。しかし、当時のアメリカ人には、海軍の印象的な勝利やニューオーリンズでのアンドリュー・ジャクソンの勝利がモンロー時代に引き継がれる「好感情」の蓄積を創った。
1823年のモンロー主義は、実際には長い大統領演説の中のほんの数句にすぎないが、アメリカはヨーロッパの内情に巻き込まれることはなく、アメリカに対するヨーロッパの干渉を認めないと宣言した。他の国に与えたその直接の影響は大したものではないが、アメリカ市民に与えた影響は測り知れない。さらに新世界から旧世界に警告を放ったその自信に満ちた論調は、国中を席捲した国民主義的な気分をうまく反映した。
スペイン領フロリダに逃亡したクリーク族インディアンはそこのセミノールに合流した。アメリカが1819年に東フロリダを購入した後も長いセミノール戦争に続いた。